# Thomas Chatterton
Thomas Chatterton (* 20. November 1752 in Bristol; † 25. August 1770 in London) war ein englischer Dichter.

## Leben
Chatterton war Sohn des Küsters Thomas Chatterton (1713–1752) und besuchte die Armenschule von Edward Colston (1637–1721). Im Alter von elf Jahren schrieb Chatterton bereits eine Satire auf einen Methodisten, der eines Vorteils halber seine Gemeinde verlassen hatte.
Im Alter von vierzehn Jahren nahm er eine Anstellung als Schreiber bei einem Rechtsanwalt in Bristol an und brachte bald darauf Gedichte zum Vorschein, die – nach seiner unwahren Behauptung – von einem Mönch des 15. Jahrhunderts namens Rowley verfasst worden waren und nun großes Aufsehen erregten. Darunter waren ein Festgedicht auf die Einweihung einer Brücke, die Fragmente eines Trauerspiels, Ella und balladenartige Kompositionen über Begebenheiten der normannischen Eroberung.
Im April 1770 wurde er von seinem Arbeitgeber entlassen. Chatterton ging nach London. Kurze Zeit später setzte Chatterton durch Gift seinem Leben ein Ende.
Darüber, dass die angeblichen Poesien Rowleys von Chatterton selbst herrührten, gibt es keinen Zweifel: Es ist nicht allein das Talent zu bewundern, mit dem er die Sprache und Ausdrucksweise, ja selbst die äußere Gestaltung der Dichtungen einer früheren Zeit nachbildete, so dass selbst Kenner getäuscht wurden, sondern noch mehr die Genialität, der Gedankenreichtum und die poetische Variationsvielfalt, die sich in ihnen offenbaren. Merkwürdigerweise sind dagegen die Gedichte, die Chatterton in modernem Englisch verfasste, meist nur mittelmäßig. Die vollständigen Ausgaben seiner Werke erschienen 1842 in London (2 Bände) und 1871 (2 Bände). John Dix schrieb 1837 eine Biographie.

## Zitat
„Glänzende Phantasie, glückliche Erfindung und tiefes Gefühl kennzeichnen Chattertons  altertümlich gefärbte Dichtungen, die er andern Verfassern unterschob (besonders Rowley) unterschob. Von den unter seinem Namen erschienenen sind die Satiren die besten.“

## Werkausgaben
- The Poetical Works of Thomas Chatterton. 2 Bände, mit einer Einleitung und Annotationen von Walter W. Skeat und einer biographischen Skizze von Edward Bell. Bell & Daldy, London 1871.
- Donald S. Taylor, Benjamin B. Hoover (Hrsg.): The Complete Works of Thomas Chatterton: A Bicentenary Edition. 2 Bände. Clarendon Press of Oxford University Press, Oxford 1971, ISBN 0-19-811848-1.
- Nick Groom (Hrsg.): Thomas Chatterton: Selected Poems. Cyder, Cheltenham 2003, ISBN 1-86174-133-2.

## Adaptionen

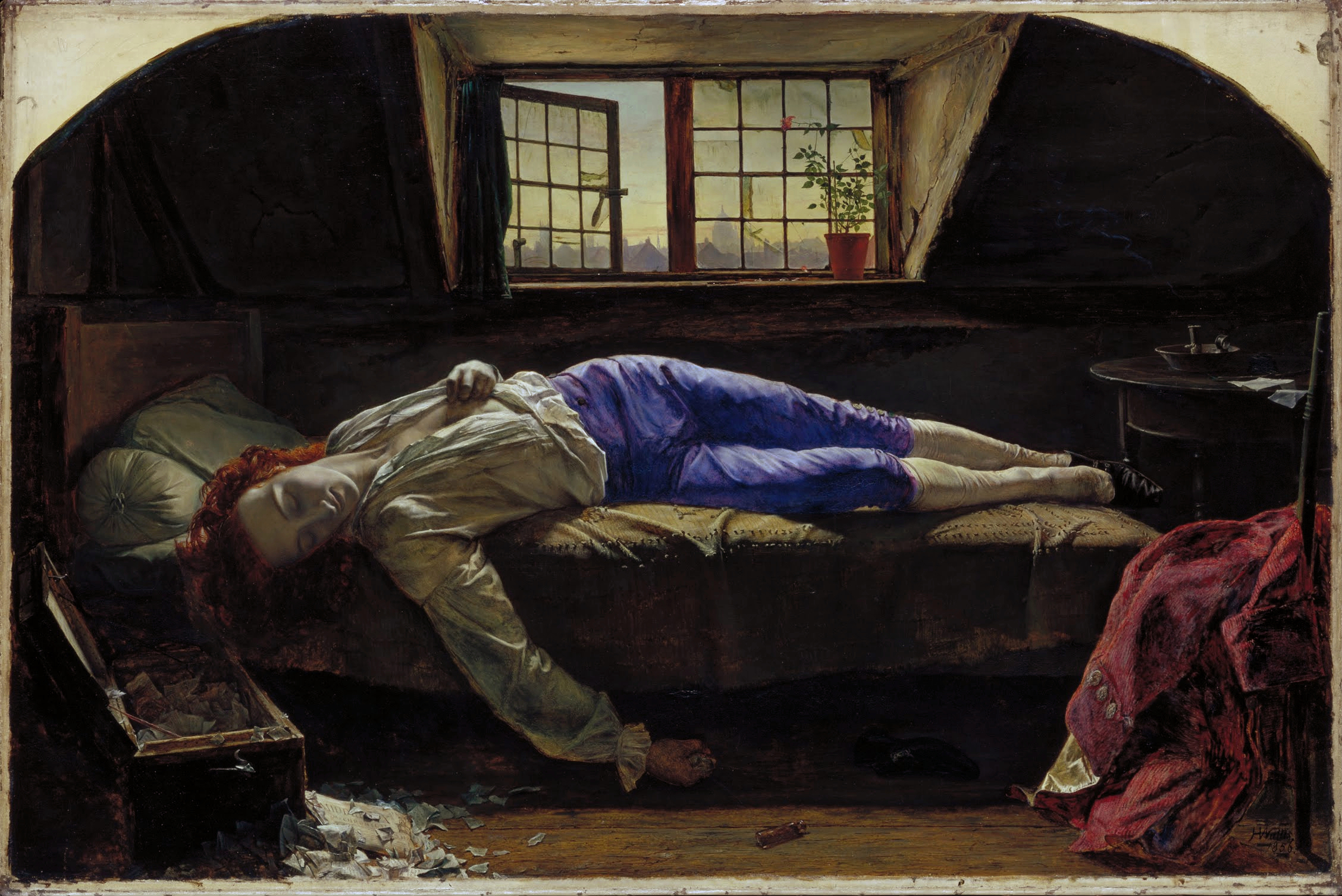
The Death of Chatterton
Gemälde von Henry Wallis, 1856 (Tate Britain, London).

Am 12. Februar 1835 wurde in Paris das Drama „Chatterton“ von Alfred de Vigny (1797–1863) uraufgeführt, in dem die (fiktive) unglückliche Liebe Chattertons zur Frau eines englischen Fabrikanten Grund für seinen Suizid ist.
Nach de Vignys literarischen Vorlage, die an Goethes „Die Leiden des jungen Werther“ erinnert, verfasste Ruggero Leoncavallo (1857–1919) das Libretto zu seiner dreiaktigen Oper „Chatterton“, die am 10. März 1896 im Teatro Nazionale in Rom unter der musikalischen Leitung von Vittorio Podesti mit dem Tenor Benedetto Luchignani in der Rolle des Thomas Chatterton uraufgeführt wurde. Von Leoncavallos Oper existieren zwei Gesamtaufnahmen, eine historische aus dem Jahr 1908 unter Leitung des Komponisten mit dem Tenor Francesco Signorini als Chatterton (publiziert bei verschiedenen Labels) sowie eine Studioaufnahme aus dem Jahr 2004 unter Leitung von Silvano Frontalini mit dem Tenor Renato Zuin in der Titelrolle (Label: Bongiovanni).
Der englische Maler Henry Wallis malte im Jahre 1856 das Bild „The Death of Chatterton“, welches in der Royal Academy ausgestellt wurde. Dieses Bild ziert auch den Hintergrund des Albumcovers „Shotter’s Nation“ der Band Babyshambles. Ernst Penzoldt verarbeitete das Leben Chattertons in der Novelle „Der arme Chatterton“ (1928), Hans Henny Jahnn zur Tragödie Thomas Chatterton (1955). Der englische Schriftsteller Peter Ackroyd wiederum entspinnt in seinem Roman „Chatterton“ (1987) eine Geschichte auf drei Zeitebenen, die das Leben Chattertons, die Entstehung des Gemäldes seines Todes durch Henry Wallis und die Suche mehrerer Schriftsteller und Intellektueller in den 1980er Jahren nach der Entstehung eines weiteren Gemäldes, das vermeintlich ebenfalls Chatterton darstellt, zum Inhalt hat. 
Werke:
- Ernst Penzoldt: Der arme Chatterton. Geschichte eines Wunderkindes. Roman. Insel, Leipzig 1928.
- Hans Henny Jahnn: Chatterton. In: Hans Henny Jahnn: Werke in Einzelbänden. Dramen II. Hrsg. v. Uwe Schweikert. Hamburg 1993, S. 603–705.
- Peter Ackroyd: Chatterton. Roman. Aus dem Englischen übersetzt von Bernd Rullkötter. Rowohlt, Reinbek bei Hamburg 1990, ISBN 978-3-498-00026-4.
- Peter Ackroyd: Chatterton – The Allington Solution. Hörspiel. BBC, Radio 4, 2008.